# Theodore Spicer Simson
Theodore Frederick Spicer Simson (* 25. Juni 1871 in Le Havre; † 1. Februar 1959 in Coconut Grove, Florida, heute ein Stadtteil von Miami) war ein britisch-amerikanischer Bildhauer.

## Leben
Theodore Spicer Simson war der älteste Sohn des Ehepaars Frederick und Dora Spicer Simson. Er verbrachte fünf Jahre seiner Kindheit in Tasmanien, wo seine Eltern 1874 eine Schafzucht übernahmen. Danach kehrte die Familie – zu seinen Geschwistern gehörte Geoffrey Basil Spicer Simson, der später in der Marine dienen sollte – nach Frankreich zurück. Die Kinder besuchten Internate in England. 1882 wurde Theodore Spicer Simson in eine Schule in Neuwied am Rhein geschickt; 1884 kehrte er nach Frankreich zurück. Von 1892 bis 1895 studierte er an der École des Beaux-Arts in Paris. Am 1. Juli 1896 heiratete er in Washington, D.C. Margaret Schmidt, die er in Frankreich kennengelernt hatte. 1899 zog das Ehepaar nach Paris, wo es auf dem Montparnasse wohnte und Kontakt mit zahlreichen Künstlern und Prominenten seiner Zeit hatte, etwa zu Leo und Ella Mielziner, Henri Monod, James Stephens und Lyonel Feininger, für dessen jüngsten Sohn Theodore Lux er die Patenschaft übernahm.
Theodore Spicer Simson wurde als Bildhauer sehr bekannt. 1911 schuf er ein Porträtmedaillon von William Howard Taft, das später in verkleinerter Form als Wahlkampfbutton genutzt wurde. 1914 formte er Woodrow Wilsons rechte Hand ab. Dieses Werk sollte als Propaganda im Ersten Weltkrieg genutzt werden, in dem auch Spicer Simsons Brüder Geoffrey Basil und Noel – der 1915 in Frankreich fiel – kämpften. Der Plan wurde aber nicht umgesetzt. Besondere Eile war beim Porträt des polnischen Pianisten Ignacy Paderewski vonnöten, der zwischen seinen Sitzungen mit Spicer Simson zum ersten Präsidenten des unabhängigen Landes Polen gewählt wurde. Ab 1921 arbeitete er an einem Zyklus „Men of Letters of the British Isles“. Seine Porträts wurden durch Essays von Stuart P. Sherman ergänzt.
Während eines USA-Besuchs 1925 baute sich Spicer Simson ein Haus in Coconut Grove, das er während der Zeit der wirtschaftlichen Depression vermietete, um selbst in Frankreich zu leben. Auch beim Ausbruch des Zweiten Weltkriegs befand das Ehepaar Spicer Simson sich in Frankreich. Theodore Spicer Simson, der damals noch die britische Staatsangehörigkeit hatte, wurde 1940 von den Deutschen verhaftet. Im Frühjahr 1941 wurde er wieder freigelassen. Die restliche Kriegszeit verlebte er in Les Volets Verts. 1946 kehrte er nach Coconut Grove zurück und schuf dort unter anderem ein Porträt von Robert Frost. Den Rest seines Lebens verbrachte Spicer Simson in Coconut Grove, wo er nach längerer Krankheit starb.

## Werk und Nachleben
Theodore Spicer Simson erhielt zahlreiche Auszeichnungen, darunter 1951 in New York die Wahl zum assoziierten Mitglied (ANA) der National Academy of Design, sowie 1955 eine Auszeichnung für sein Lebenswerk von der National Sculpture Society. 1956 bekam der die J. Stanford Saltus Medal von der American Numismatic Society. Er war Mitglied der Numismatic Association und der National Sculpture Association sowie Assoziierter des Salon des Beaux-Arts in Paris. Werke Spicer Simsons befinden sich in zahlreichen privaten und öffentlichen Sammlungen. So befindet sich z. B. ein Porträt von Alexander Graham Bell am Gebäude der National Geographic Society in Washington D.C. Das American Museum of Natural History besitzt ein Porträt von Hervey J. Allen.
1960 übergab seine Witwe seine Medaillons und seine persönlichen Papiere inklusive einer umfangreichen Korrespondenz der Bibliothek der University of Miami. Daraus entstand eine Ausstellung, die 1971 präsentiert wurde. Die Sammlung befindet sich heute im Special Collections Department der Bibliothek und steht für wissenschaftliche Forschungen zur Verfügung. Die Medaillons zeigen die Porträts von zahlreichen Persönlichkeiten aus Literatur und Politik und wurden alle nach dem Leben gearbeitet. Darunter sind Abbildungen von David Fairchield, Padraic Colum, Henry Ford, Sir Ernest Rutherford, Theodore Dreiser und Franklin Delano Roosevelt. Spicer Simson schuf auch Werke für die National Academy of Sciences, für die Princeton University, die Guggenheim Foundation und den U.S. Congress.
Spicer Simson schrieb die Autobiographie A Collector of Characters, deren Typoskript sich ebenfalls in der Sammlung befindet.
Weitere Teile seines Nachlasses werden in Princeton aufbewahrt.